# Онсинс, Жайми
Жа́йми Онсинс (порт. Jaime Oncins; р. 16 июня 1970, Сан-Паулу) — бразильский профессиональный теннисист.
- Победитель 7 турниров АТР в одиночном и парном разряде
- Финалист Открытого чемпионата Франции 2001 года в смешанном парном разряде (с Паолой Суарес)

## Спортивная карьера

### Начало карьеры и пик карьеры в одиночном разряде
Жайми Онсинс играет в теннис с шестилетнего возраста. Его старшие братья Эдуарду и Алешандри, также играли в теннис, выступая в турнирах уровня ATP Challenger. Сам Жайми провёл свой первый матч в профессиональном турнире в 16 лет, когда был допущен в «челленджер», проходивший в Кампус-ду-Жордау (Бразилия). С 1988 года он начал регулярную профессиональную карьеру. В июле следующего года он сначала пробился в финал «челленджера» в Сан-Паулу в парном разряде, а три недели спустя завоевал свой первый титул, выиграв «челленджер» в Линсе (также в Бразилии) уже в одиночном разряде. Каждый из пяти его соперников в этом турнире находился в рейтинге выше него, и победа позволила ему подняться сразу на 134 позиции, с 457 на 323 место.
За 1990 год Онсинс, практически не выезжая за пределы Бразилии, выиграл по два «челленджера» в одиночном и парном разряде и подошёл к новому сезону в середине второй сотни рейтинга. В 1991 году в его выступлениях состоялся качественный скачок: уже в начале января он вышел в финал турнира АТР в Веллингтоне (Новая Зеландия) в парах, ещё дважды достиг аналогичного результата весной на европейских грунтовых кортах, а осенью в Бразилии дважды повторил его уже в одиночном разряде. 4 ноября он завоевал свой первый титул в турнирах АТР, победив в парном разряде в Сан-Паулу, где его партнёром был знаменитый эквадорец Андрес Гомес. Итогом успешного сезона стало 64-е место в рейтинге в одиночном разряде и 50-е в парном. В этом же году Онсинс начал выступления за сборную Бразилии в Кубке Дэвиса, одержав пять побед в пяти играх в Американской зоне и стыковом матче с командой Индии за право играть в Мировой группе.
Новый год на индивидуальном уровне начался для Онсинса неудачно: проиграв в стартовых матчах семи турниров из первых восьми за сезон, он опасно приблизился к границе первой сотни в рейтинге. Зато в Кубке Дэвиса он продолжал блистать, принеся бразильской сборной по два очка в матчах Мировой группы с командами Германии и Италии. Наконец в мае ему удалось добиться прорыва и в индивидуальных турнирах, когда он сначала вышел в финал «челленджера» в Сан-Паулу, а через две недели в Болонье завоевал свой первый титул в одиночном разряде на турнирах АТР. Сразу после этого он вышел в четвёртый круг Открытого чемпионата Франции, переиграв во втором круге трёхкратного победителя турнира, бывшую первую ракетку мира Ивана Лендла, посеянного под 11-м номером. В четвёртом круге его остановил Петр Корда — на тот момент восьмая ракетка мира. В июле на грунтовых кортах олимпийского турнира в Барселоне Онсинс победил во втором туре шестую ракетку мира Майкла Чанга и дошёл в итоге до четвертьфинала, где проиграл Андрею Черкасову (он также выступал в турнире пар с Луисом Маттаром, но бразильская пара проиграла в первом же круге хозяевам корта Касалю и Санчесу). Осенью в бразильских турнирах АТР Онсинс дважды выходил в финал и один раз добился победы. К маю 1993 года он достиг в рейтинге в одиночном разряде 34-го места — высшего за карьеру, но на протяжении остатка сезона успехов добивался в основном в парах (исключение составил один выигранный «челленджер»). В паре с Леонардо Лавалле из Мексики он выиграл в феврале турнир АТР в Мехико, а с другим мексиканцем Хорхе Лосано дошёл в августе до финала турнира АТР в Праге. С Луисом Маттаром он также побывал в третьем круге Открытого чемпионата Франции.

### Спад и возвращение в парном разряде
В течение нескольких следующих лет Онсинс выступал в основном в «челленджерах». В турнирах АТР он редко проходил дальше второго круга, и даже в «челленджерах» победы стали редкостью (ни одного титула в 1994 году; один титул в одиночном разряде в 1995 году; два титула в одиночном и один в парном разряде в 1996 году; один титул в парах в 1997 и три в 1998 году). Несколько более успешно он играл в Кубке Дэвиса, где бразильцы во главе с Густаво Куэртеном вернулись в 1996 году в Мировую группу, где и оставались несколько лет, не проходя далеко, но и не проигрывая стыковые матчи. Онсинс участвовал только в играх пар и вместе с Куэртеном одержал в них с 1996 по 1999 год шесть побед подряд, в том числе над соперниками из США, Испании и Румынии.
В 1999 году Онсинс, полностью сосредточившись на игре в парах, вышел на новый пик карьеры. За год он выиграл три турнира с тремя разными партнёрами, в том числе турнир категории Gold в Штутгарте с Даниэлем Орсаничем. После победы в Штутгарте он вплотную приблизился к Top-50 рейтинга в парном разряде, где не был с 1992 года, а в ноябре вновь вошёл в число 50 сильнейших теннисистов-парников. На следующий год он обыграл со сборной Бразилии команды Франции и Словакии, второй раз за карьеру пробившись в полуфинал Кубка Дэвиса, а затем дошёл с Орсаничем до полуфинала Открытого чемпионата Франции. В четвертьфинале они победили Даниэля Нестора и Себастьена Ларо — будущих олимпийских чемпионов, а в полуфинале уступили посеянным вторыми австралийцам Вудбриджу и Вудфорду. После этого успеха Онсинс поднялся в рейтинге до 24-го места, а месяц спустя, после выхода в третий круг на Уимблдоне — до 22-го, высшего в своей парной карьере. В сентябре они с Куэртеном участвовали в Олимпийских играх в Сиднее, но уже в первом круге проиграли будущим чемпионам Ларо и Нестору. В конце года Онсинс и Орсанич приняли участие в Кубке Мастерс - итоговом турнире сезона, - но выиграли только одну из трёх игр на групповом этапе и в полуфинал не попали.
Последнее крупное достижение в карьере Онсинса пришлось на 2001 год, когда с аргентинкой Паолой Суарес он дошёл до финала Открытого чемпионата Франции в миксте. Во втором круге они переиграли посеянных четвёртыми Аранчу Санчес и Джареда Палмера, но в финале уступили ещё одной несеяной паре - Вирхинии Руано и Томасу Карбонелю. 

#### Путь в финал Паолы Суарес и Жайми Онсинса на Открытом чемпионате Франции 2001 года
| Круг | Соперники                               | Счёт          |
| ---- | --------------------------------------- | ------------- |
| 1/16 | Лизель Хубер Кевин Ульетт               | 7-6(3), 6-4   |
| 1/8  | Аранча Санчес-Викарио Джаред Палмер     | 6-1, 5-7, 6-3 |
| 1/4  | Лиза Реймонд Леандер Паес               | 7-5, 6-1      |
| 1/2  | Елена Лиховцева Махеш Бхупати           | 7-5, 4-6, 6-2 |
| Ф    | Вирхиния Руано Паскуаль Томас Карбонель | 5-7, 3-6      |

В этом же году Онсинс провёл в паре с Орсаничем два последних в карьере финала турниров АТР и в последний раз сыграл за сборную, с которой дошёл до четвертьфинала в Мировой группе Кубка Дэвиса. В конце сезона он завершил активную карьеру. После окончания выступлений Жайме Онсинс открыл вместе со старшими братьями теннисную академию Oncins Tennis в Сан-Паулу.

## Участие в финалах турниров АТР за карьеру (16)
| Легенда                                |
| -------------------------------------- |
| Большой шлем (0)                       |
| Чемпионат мира АТР / Кубок Мастерс (0) |
| Mercedes Benz Super 9 (0)              |
| ATP Championship Series / ATP Gold (1) |
| ATP World / ATP International (15)     |

### Одиночный разряд (5)

#### Победы (2)
| №  | Дата        | Турнир                       | Покрытие | Соперник в финале | Счёт в финале |
| -- | ----------- | ---------------------------- | -------- | ----------------- | ------------- |
| 1. | 18 мая 1992 | Болонья, Италия              | Грунт    | Ренцо Фурлан      | 6-2, 6-4      |
| 2. | 2 ноя 1992  | Армасан-дус-Бузиус, Бразилия | Хард     | Луис Эррера       | 6-3, 6-2      |

#### Поражения (3)
| №  | Дата        | Турнир                       | Покрытие | Соперник в финале | Счёт в финале |
| -- | ----------- | ---------------------------- | -------- | ----------------- | ------------- |
| 1. | 28 окт 1991 | Армасан-дус-Бузиус, Бразилия | Хард     | Хорди Арресе      | 6-1, 4-6, 0-6 |
| 2. | 4 ноя 1991  | Сан-Паулу, Бразилия          | Хард     | Кристиан Миниусси | 6-2, 3-6, 4-6 |
| 3. | 9 ноя 1992  | Сан-Паулу (2)                | Хард     | Луис Маттар       | 1-6, 4-6      |

### Парный разряд (11)

#### Победы (5)
| №  | Дата          | Турнир              | Покрытие | Партнёр           | Соперники в финале                  | Счёт в финале |
| -- | ------------- | ------------------- | -------- | ----------------- | ----------------------------------- | ------------- |
| 1. | 4 ноя 1991    | Сан-Паулу, Бразилия | Хард     | Андрес Гомес      | Хорхе Лосано Кассиу Мотта           | 7-5, 6-4      |
| 2. | 22 фев 1993   | Мехико, Мексика     | Грунт    | Леонардо Лавалле  | Орасио де ла Пенья Хорхе Лосано     | 7-6, 6-4      |
| 3. | 22 марта 1999 | Касабланка, Марокко | Грунт    | Фернанду Мелигени | Массимо Ардинги Винченцо Сантопадре | 6-2, 6-3      |
| 4. | 7 июн 1999    | Мерано, Италия      | Грунт    | Лукас Арнольд-Кер | Марк-Кевин Гёлльнер Эрик Тайно      | 6-4, 7-6      |
| 5. | 19 июл 1999   | Штутгарт, Германия  | Грунт    | Даниэль Орсанич   | Александар Китинов Джек Уэйт        | 6-2, 6-1      |

#### Поражения (6)
| №  | Дата        | Турнир                     | Покрытие | Партнёр         | Соперники в финале            | Счёт в финале  |
| -- | ----------- | -------------------------- | -------- | --------------- | ----------------------------- | -------------- |
| 1. | 31 дек 1990 | Веллингтон, Новая Зеландия | Хард     | Джон Леттс      | Луис Маттар Николас Перейра   | 6-4, 6-7, 2-6  |
| 2. | 29 апр 1991 | Мадрид, Испания            | Грунт    | Луис Маттар     | Густаво Луса Кассиу Мотта     | 0-6, 5-7       |
| 3. | 20 мая 1991 | Болонья, Италия            | Грунт    | Луис Маттар     | Люк Дженсен Лори Уордер       | 4-6, 6-7       |
| 4. | 2 авг 1993  | Прага, Чехия               | Грунт    | Хорхе Лосано    | Хендрик-Ян Давидс Либор Пимек | 3-6, 6-7       |
| 5. | 30 апр 2001 | Мюнхен, Германия           | Грунт    | Даниэль Орсанич | Петр Лукса Радек Штепанек     | 7-5, 2-6, 6-75 |
| 6. | 21 мая 2001 | Санкт-Пёльтен, Австрия     | Грунт    | Даниэль Орсанич | Петр Пала Давид Рикл          | 3-6, 7-5, 5-7  |